# Université Jinan
Ne doit pas être confondu avec Université de Jinan.
 (juillet 2013).
Jinan université (chinois : 暨南大学 ; pinyin : Jìnán Dàxué) est une université située à Canton, capitale de la province du Guangdong, en République populaire de Chine. Fondée en 1906, l'université réunit des activités de recherche et d'enseignement, dans différents domaines de savoirs et de compétences tels que la philosophie, l'économie, le droit, l'éducation, la littérature, l'histoire, les sciences, les technologies et le management.
Jinan université comporte cinq campus. Aujourd'hui, le nombre d'étudiants atteint environ les 45 000.
Jinan université est l'une des universités les plus anciennes de Chine et fait partie du programme 211, des universités clefs en Chine. Fait notable, elle fut la première université en Chine à recruter des étudiants étrangers

## Histoire de Jinan université
Le nom  de l'université « Jinan » provient  de « La Tribu de Yu » dans le Livre de l'Histoire, ouvrage de Confucius, qui enseigne, notamment "qu' en atteignant l'est du nord au sud, nous devrons répandre la culture aussi loin que possible".  Luniversité à l'origine était appelée « Académie de Jinan », qui a été fondée en 1906 sous la dynastie Qing à Nankin. L'université s'est ensuite déplacée à Shanghaï. Pendant la guerre Sino-japonaise, l'université a fonctionné à Jianyang dans la province du Fujian. Elle est revenue à Shanghaï en 1946. Une fois la république populaire de Chine établie en août 1949, elle a fusionné avec l'université de Fudan à Shanghaï et l'université de Jiaotong. Elle fut néanmoins rétablie, en tant qu'établissement indépendant en 1958 à Canton dans la province du sud de la Chine de Guangdong .

## Jinan université aujourd'hui
Cependant, passant par des hauts et des bas depuis sa fondation en 1906, Jinan université ne s'est jamais égarée à la poursuite de la vérité et de la connaissance. Sous la direction de sa devise d'école « fidélité, sincérité, intégrité et respect », en conformité avec le but de la« modernisation, de l'internationalisation et de la globalité », l'université s'ést développée  rapidement ces dernières années et a formé plus de 200000 diplômés. En 1996, l'université a été sélectionnée pour être l'une des « cent  universités principales » de la Chine.                                
Depuis lors, Jinan université a, avec succès, réalisé une importante avancée dans le développement de son offre de formation, de la recherche scientifique. Fait significatif en 2007, l'université a gagné le titre honorifique d'une université d'excellence  attribué par le groupe de travail national de l'évaluation d'éducatve concernant la qualité des formations de niveau licence  
L'université est composé de 29 facultés, comportant 62 spécialités de licence. On peut compter 37 programme Master, et 15 doctorats accordant des programmes, et 24 diplômes professionnels. Il y a 16 centres de recherches post-doctoraux, une base post-doctorale de recherche, et plus de 200 laboratoires et instituts de recherche à l'université. L'université a 4 disciplines clés au niveau national, 8 disciplines principales du bureau d'affaires des Chinois d'outre-mer du Conseil d'État, 20 disciplines clé au niveau de la province du Guangdong, et 4 disciplines de clé au niveau de  province du Guangdong. Les 4 disciplines clefs sont : l'ingénierie, la chimie, la médecine clinique, la pharmacologie et la toxicologie. L'université a 2 bases principales de centre d'ingénierie de ressortissant et 1 de recherches, d'humanité et sciences sociales nationales, 21 laboratoires principaux ministériels et provinciaux principaux, 18 ministériels et centres provinciaux d'ingénierie,
 11 laboratoires communs internationaux, la

## Coopération internationale
Coopérant avec 271 universités et instituts de recherche dans 50 pays et régions, Jinan l'université est l'une des universités qui ont été impliquées dans les programmes chinois de bourses de gouvernement, offrant des bourses aux étudiants étrangers étudiant en Chine. L'école internationale de l'université offre des programmes en Anglais. Il y a actuellement 2 477 étudiants étrangers à Jinan université, y compris 1 529 étudiants préparant une licence et 142 étudiants de troisième cycle. Maintenant,  les cinq campus de Jinan université se situent dans trois villes, à savoir Guangzhou, Shenzhen et Zhuhai. Les cinq campus couvrent une surface totale de  2 108 700 m2. La surface des bâtiments des cinq campus est de 1 313 100 m2, et les dortoirs d'étudiant est de 346 800 m2. L'université a 19 hôpitaux affiliés. Au-dessus de sa longue histoire, une pléiade de chercheurs célèbres a enseigné à Jinan. Parmi eux sont MA Yinchu (马寅初), Zheng Zhenduo (郑振铎), Liang Shiqiu (梁实秋), Zhou Gucheng (周谷城), Qian Zhongshu (钱钟书周建人), Xia Yan (夏衍), Xu Deheng (许德珩), HU Yuzhi (胡愈之), Yan Jici (严济慈), Chu Tunan (楚图南), Huang Binhong(黄宾虹) et Pan Tianshou (潘天寿). Actuellement il y a 1 999 professeurs à plein temps à l'université, y compris 2 membres de l'académie des sciences chinoise, 5 membres de l'académie de l'ingénierie chinoise, 597 professeurs et 750 professeurs agrégés. Parmi eux, 499 ont des HDR pour les Doctorats et 1067 sont habilités à suivre des étudiants en Master. Actuellement il y a 48 068 étudiants dans cette université. Parmi eux il y a 9 440 diplômés (1 259 candidats en Doctorat et 8 181 candidats de Master) et 23.421 étudiants ont préparé une licence. Le nombre d'étudiants d'outre-mer, y compris les étudiants étrangers, les étudiants de Chinois d'outre-mer, les étudiants de Hong Kong, le Macao et Taïwan, est de 11 625. Les différentes cultures convergent et se mélangent ici. 